# Friedrich Küppersbusch (Unternehmer)

Friedrich Küppersbusch

Friedrich Küppersbusch (* 10. Juli 1832 in Werden (Ruhr); † 29. April 1907 in Düsseldorf) war ein deutscher Schlosser, Konstrukteur und Unternehmer. Er gründete 1875 in Schalke die Herdfabrik F. Küppersbusch & Söhne, die über Jahrzehnte zu den führenden Herstellern von Kochherden, Öfen und Großküchen-Einrichtungen gehörte.

## Leben
Friedrich Küppersbusch wurde als Sohn eines Schlossers geboren. Er folgte dem Beruf seines Vaters und betrieb zunächst in Richrath eine eigene Schlosserei. Dort stellte er überwiegend Vorhänge- und Türschlösser her. 1874 begann er mit der handwerklichen Fertigung von Kohleherden und Kohleöfen. Im darauffolgenden Jahr begründete er zusammen mit seinen Söhnen im späteren Gelsenkirchener Stadtteil Schalke einen Betrieb für Eisenwaren und Haushaltsgegenstände. Gleichzeitig begann er mit der Konstruktion von Kochherden, mit denen er 1880 in die Serienproduktion ging. Kurz danach ließ Küpperbusch eine neue Fabrikationsstätte errichten. 1898 startete das Unternehmen die Fertigung von Großküchengeräten, Zimmer- und Gasöfen. Das Unternehmen F. Küppersbusch & Söhne wurde in eine Aktiengesellschaft umgewandelt. Von 1971 bis 1974 war Hans Ahle, der spätere Unternehmensberater und Geschäftsführer der Imperial-Werke GmbH, Vorstandsvorsitzender der F. Küppersbusch & Söhne AG in Gelsenkirchen. Mit rund 2.000 Mitarbeitern war die Aktiengesellschaft bei Küppersbuschs Tod die größte Spezialfabrik für Kochapparate aller Art in Deutschland.